# Матвеев, Александр Андреевич (генерал-лейтенант)
Алекса́ндр Андре́евич Матве́ев (1910 — 1998) — советский военный лётчик и военачальник, генерал-лейтенант авиации.

## Биография
Родился в 1910 году в Коврове. Член КПСС.
С 1929 года — на военной службе. В 1931 году вступил в партию.
В 1939 г. будучи комиссаром эскадрильи 70-го истребительного авиационного полка принимал участие в боях на Халхин-Голе. Совершил 71 боевой вылет, в 19 воздушных боях сбил 2 японских самолета лично и 5 в группе.
В 1939-1940 гг. Матвеев был комиссаром 147-го истребительного авиаполка, совершил несколько десятков боевых вылетов в ходе советско-финляндской войны.
К началу Великой Отечественной войны окончил военно-политическую академию имени В.И.Ленина. Жил в Москве.
В первые дни Великой Отечественной войны защищал московское небо, затем был направлен на Ленинградский фронт в 17-й истребительный авиаполк в должности комиссара.
11.11.1941 г. назначен командиром 154-го авиаполка, защищавшего небо Ленинграда. Через год полк получил гвардейское звание.
06.05.1943 г. подполковник Матвеев назначен заместителем командира 275-й истребительной авиационной дивизии, а 17.07.43 г. стал командиром этой дивизии, которую возглавлял до конца войны.
После войны: заместитель командира, командир, начальник Батайского ВАУЛ, начальник Управления ВУЗ ВВС Советской Армии.
В 1975 г. генерал-майор авиации А.А.Матвеев вышел в отставку.
29.03.1979 г. Александру Андреевичу Матвееву присвоено звание Почетный гражданин г. Волхова.
Умер в Москве в 1998 году.